# Suzi Ronson
Suzi Ronson, née Suzanne Fussey vers 1950, est une coiffeuse anglaise connue pour avoir créé la coupe de cheveux de Ziggy Stardust, le personnage le plus connu du chanteur-auteur-compositeur David Bowie.

## Biographie
Suzi Fussey naît vers 1950 et est élevée par ses parents à Bromley dans la banlieue de Londres. A 15 ans, elle quitte une scolarité classique qui ne lui convient pas pour une école de coiffure et d'esthétique de sa ville. Sa formation terminée, elle travaille dans un salon de Bromley associé à l'école. C'est là qu'en 1971, une cliente, Peggy Jones, lui indique que son fils musicien recherche une coiffeuse : il s'agit de David Bowie.
Elle se lie avec Angie Bowie, et après avoir rencontré l'artiste dans sa maison de Beckenham, elle lui compose la coiffure de son personnage de Ziggy Stardust, qui restera sa représentation la plus fameuse. La coupe est inspirée de celle d'un modèle, Marie Helvin, habillée par Kansai Yamamoto, vu par Bowie dans un magazine. La première tentative de coupe lui prend une heure et demie, et ne convainc personne. Elle rapporte à son salon de coiffure quelques mèches de Bowie pour faire des essais de teinture et se fixe sur le célèbre rouge flamboyant ; l'application d'un antipelliculaire — les gels structurants n'existent pas alors — lui permet de rigidifier les cheveux. C'est selon Angie « le bouleversement le plus significatif du monde de la mode des années 1970 » : « cette houppe rouge aérodynamique (...) lui donnait l'air plus fort et plus sauvage : il était tout aussi désirable, mais aussi beaucoup plus fort et, bon, plus pétasse ».
Bowie et Angie la font alors engager durablement par son manager Tony Defries. Elle suit la tournée des Spiders from Mars jusqu'en 1973, en tant que coiffeuse et costumière. Elle prend en charge la coiffure du batteur Mick Woodmansey, dont elle fait une sorte de Ziggy blond, et celle du bassiste Trevor Bolder, en crête avec des favoris argentés. Le seul membre du groupe réticent est le guitariste Mick Ronson, qui ne veut pas ressembler à Bowie. Elle l'épouse en 1974 et le couple reste marié bien que séparé jusqu'à la mort du guitariste en 1993. Leur fille, Lisa, née en 1977, a été chanteuse du groupe The Secret History (en).
Elle exerce ensuite divers métiers : chef de ménage, productrice, consultante. En 2013 elle convainc Bowie de livrer ses souvenirs sur Mick Ronson, utilisés pour le documentaire consacré au guitariste, Beside Bowie.
En 2017 elle vit à New York.